# Кожойка
Кожойка — река в России, протекает по Игринскому району Республики Удмуртия. Устье реки находится в 27 км по левому берегу реки Ита. Длина реки составляет 15 км.
Исток расположен в 5 км северо-восточнее села Чутырь. Река течёт на северо-восток, верхнее и среднее течение ненаселено, в низовьях протекает посёлок Пургинский, километром ниже впадает в Иту.
Приток — Юзовайка (правый).

## Данные водного реестра
По данным государственного водного реестра России относится к Камскому бассейновому округу, водохозяйственный участок реки — Чепца от истока до устья, речной подбассейн реки Вятка. Речной бассейн реки — Кама.
Код объекта в государственном водном реестре — 10010300112111100032813.